# Kalij
Kalij je kemijski element atomskog (rednog) broja 19 i atomske mase 39,0983(1). U periodnom sustavu elemenata predstavlja ga simbol K.

## Kalij u Zemljinoj kori
Kalij (lužik je stari hrvatski naziv za kalij) je kemijski element iz skupine alkalijskih elemenata, sedmi po zastupljenosti u Zemljinoj kori. Sastojak je mnogih stijena i minerala samo u obliku spojeva:
- alumosilikata (kalijev glinenac i tinjac),
- kalijeva klorida (KCl; silvin),
- dvosoli s magnezijem: karnalit (KCl x MgCl2 x 6 H2O), šenit (K2Mg(SO4)2 x 6 H2O), kainit (KMgCl(SO4),
- dvosoli s kalcijem: polihalit (K2Ca2Mg(SO4)4 x 2 H2O), itd.

Kalijevi spojevi nalaze se i u morskoj vodi (npr. u Mrtvome moru) i drugim slanim vodama, ali u količinama 30 puta manjima od natrijevih, jer ih većinom apsorbiraju biljke iz tla.
Izotop 40K (količinski udio u prirodnom kaliju 0,011%) je β-radioaktivan, s vremenom poluraspada 1,25 x 109 godina, zanemarive opasnosti za okoliš. Zbog velike raširenosti kalija u Zemljinoj kori, prirodni radioaktivni raspadni niz izotopa 40K po energiji koju oslobađa jedan je od glavnih izvora unutrašnje topline Zemlje.
Konačni produkti niza (40Ca, 40Ar) služe za određivanje starosti raznovrsnih stijena (datiranjem).

## Osobine i svojstva
Elementarni kalij mekan je alkalijski metal, može se rezati nožem, a na svježem prerezu srebrnobijele boje i sjaja. Uz litij metal najmanje gustoće, reaktivniji od natrija. Reaktivniji je od natrija, no zbog sličnosti, a više cijene, u većini slučajeva ga može zamijeniti jeftiniji natrij. Zbog reaktivnosti i sklonosti samozapaljenju u uvjetima vlage, čuva se pod mineralnim uljem (petrolejem), gdje se, ako je nazočan kisik, lako presvlači vrlo opasnim slojem organskih peroksida koji su kontaktni eksplozivi.
Tamni na zraku, reagira burno s kisikom, s vodom čak na -100 °C, a s nekim halogenima eksplozivno. S vodikom, ugljikom, sumporom i kiselinama redukcijsko je sredstvo pri dobivanju metala iz njihovih spojeva.
Kalij u prisutnosti vlage lako oksidira i daje kalijevu lužinu, te vodik koji se zbog egzotermnosti reakcije zapali i gori ljubičastim plamenom zbog kalijevih iona u nazočnom aerosolu lužine. Zagrijavanjem uz dovoljne količine zraka izgara u superoksid (KO2), a uz nedovoljne količine zraka daje peroksid (K2O2).

## Kalij kao esencijalni element
Kalij je esencijalni makroelement, prijeko potreban svim životinjskim i biljnim organizmima. Pretežno se nalazi u unutarstaničnoj tekućini, gdje s natrijem aktivira enzim ATP-azu, koji regulira prijenos kalijevih i natrijevih iona kroz staničnu membranu i održava njihov omjer u organizmu stalnim.
Kalij bitno utječe na rad srčanog mišića i na podražljivost cijeloga mišičnog i živčanoga sustava. Njegova je razina u krvi stalna, a regulira ju kora nadbubrežne žlijezde.

Čovjek unosi kalij u organizam uglavnom biljnom hranom. U voću ga najviše ima u banani. Kuhinjska sol sadrži kalij u obliku klorida.

## Dobivanje
Kalij je otkrio 1807.g. britanski kemičar Sir Humphry Davy elektrolizom rastaljenog kalijevog hidroksida, pri čemu je dobio nekoliko grumenčića metala.
Elementarni kalij proizvodi se u vrlo malim količinama redukcijom taline kalijeva klorida s pomoću natrija, jer elektroliza nije ekonomična.

## Kalijeve slitine
Kalij tvori niskotaljive slitine s drugim alkalijskim metalima; slitina kalija, natrija i cezija ima najniže talište od svih poznatih slitina.
Kapljevita slitina s natrijem (NaK), tališta -10 °C, rabi se kao rashladno sredstvo za vatrostalne peći i nuklearne reaktore te kao organski katalizator.

## Spojevi
Elementarni kalij je ograničene je uporabe, a najviše služi za proizvodnju kalijeva superoksida i kao sastavni dio NaK legure. Kalij je u spojevima jednovalentan.
- Kalijev superoksid (KO2) nastaje reakcijom s vodom i ugljikovim dioksidom. Oslobađa kisik pa služi kao izvor kisika i kao sredstvo za uklanjanje dioksida i vode u uređajima za disanje, podmornicama, rudnicima i svemirskim brodovima. Primjena se temelji na reakciji kalijeva superoksida s produktima disanja:

4 KO2(s) + 4 CO2(g) + 2 H2O(g) --> 4 KHCO3(s) + 3 O2(g)
- Kalijev hidroksid (KOH; tzv. "lužni kamen" ili komercijalno nazvan "kalijev sapun") je blijedožućkasta tvrda masa ili granule, jako privlači vlagu iz zraka, snažno nagriza tkivo, a vodena mu je otopina jaka lužina. Rabi se kao sredtvo za sušenje i vezivanje ugljikova dioksida, u proizvodnji detergenata i mekanih kalijevih sapuna, u tekstilnoj industriji, elektroplatiniranju i litografiji, u analitičkoj kemiji, kao elektrolit u alkalnim gorivim ćelijama raketoplana.

"Lisoform" i "Lisol" su komercijalne otopine kalijeva sapuna uz dodatak 2-3% formalina, koji se upotrebljavaju za dezinfekciju.
- Kalijev klorid (KCl; silvin) je najvažnija kalijeva sol. Elektrolizom KCl-a se dobiva čisti kalij, a iz njega ostale kalijeve soli. U prirodi se nalazi kao mineral silvin ili kao sastojak karnalita. Kalijev klorid je bjelkasto-bezbojan kristal izuzetno slana okusa. Lako je topljiv u vodi, a slabo u acetonu i etanolu (tj. alkoholu). Nije zapaljiv i blago je toksičan. Upotrebljava se: kao fertilizator, u proizvodnji fotografskih kemikalija, u spektroskopiji, pri proizvodnji farmaceutskih spojeva, nadomjestak kuhinjskoj soli, pri proizvodnji stakla (tzv. silvitno staklo), za dobivanje ostalih kalijevih spojeva. Najviše rabi za dobivanje umjetnih gnojiva (90% svoje proizvodnje).
- Kalijev hipoklorit (KOCl, latinskog naziva „Eau de Javelle“) upotrebljavao se u otopini kao dezinficijens i sredstvo za bijeljenje, ali je zamijenjen jeftinijom natrijevom soli (natrijev hipoklorit).
- Kalijev bromid (KBr) je sastojak fotografskih razvijača, sredstvo za bromiranje organskih spojeva, nekada sedativ („brom“), u većim količinama je štetan.
- Kalijev bromat (KBrO3) održava svježinu kruha i brašna, reagens u analitičkoj kemiji.
- Kalijev jodid (KI) služi za jodiranje kuhinjske soli i životinjske hrane, u medicini kao lijek, npr. pri trovanju živom i olovom.
- Kalijev nitrat (KNO3; salitra) primjenjuje se kao snažni, a jeftin oksidans u pirotehnici (npr. sastojak je sivoga baruta), kao konzervans, kao umjetno gnojivo, itd.
- Kalijev karbonat (K2CO3; potaša) služi za proizvodnju kalijevih soli, sapuna, umjetnih gnojiva, kalijeva stakla, porculana, optičkih leća, u proizvodnji televizora u boji, u tekstilnoj i kožarskoj industriji, u analitičkoj kemiji, itd.
- Kalijev sulfat (K2SO4) se rabi u proizvodnji umjetnih gnojiva, alauna, eksploziva, u stomatologiji, itd.
- Kalijev metabisulfit (K2S2O5, vinobran) primjenjuje se u vinarstvu kod vrenja mošta.
- Kalijev kromat (K2CrO4) za proizvodnju boja, reagens je u analitičkoj kemiji.
- Kalijev dikromat (K2Cr2O7) se rabi za štavljenje kože, proizvodnju kromnih boja, šibica, u fotografiji, pirotehnici, kao sredstvo za oksidaciju, u kemijskoj analizi, itd. Uporaba se izbjegava zbog toksičnosti.
- Kalijev permanganat (kalijev(VII) manganat, hipermangan, KMnO4) je anorganski kemijski spoj. Tvori tvrde kristale metalnoga sjaja, tamnocrvene boje, koja zbog površinske redukcije često prelazi u ljubičastu. Dobro se otapa u vodi (pa voda prima ljubičastu boju) i organskim otapalima (npr. piridin, octena kiselina, metanol i aceton), ali njih sporije oksidira. Ima široku primjenu.
- Kalijev cijanid (KCN; cijankalij) je vrlo otrovan spoj. Rabi se u galvanoplastici, fotografiji, za dobivanje zlata i srebra iz njihovih ruda, kao insekticid i sredstvo za zadimljavanje.